# Ponta Lombo Cais
Ponta Lombo Cais ist ein Kap im Nordwesten der Insel Santo Antão im atlantischen Inselstaat Kap Verde.
Das Kap gehört administrativ zum Concelho Ribeira Grande.

## Geographie
Die Ponta Lombo Cais liegt in unwegsamem Gelände und steigt auf bis zu 78 m Höhe an und der Cemitério De Figueiras liegt am Eingang der Bucht. Im Westen schließt sich die Ponta Marianinha an und im Osten die Ponta do Almeire.